# برنار باليريت
برنار باليريت (بالفرنسية: Bernard Balleret)‏ مواليد 11 مايو 1954 في باريس، هو لاعب كرة مضرب موناكي سابق وكان يلعب باليد اليمنى. أعلى تصنيف له في الفردي كان المركز الـ 310 في سنة 1976. أعلى تصنيف له في الزوجي كان المركز الـ 614 في سنة 1986.

## روابط خارجية
- برنار باليريت على موقع رابطة محترفي التنس (الإنجليزية)
- برنار باليريت على موقع الاتحاد الدولي لكرة المضرب (الإنجليزية)
- برنار باليريت على موقع كأس ديفيز (الإنجليزية)
- برنار باليريت على موقع خلاصة التنس.كوم (الإنجليزية)